# Frank Capra
Frank Russell Capra (18 tháng 5 năm 1897 - 3 tháng 9 năm 1991) là một đạo diễn phim, nhà sản xuất phim và nhà văn người Mỹ gốc Ý. Ông trở thành động lực sáng tạo đằng sau một số bộ phim đoạt giải thưởng lớn của những năm 1930 và 1940. Sinh ra ở Ý và lớn lên ở Los Angeles từ khi năm tuổi, câu chuyện thành công từ đói nghèo trở thành giàu có của ông khiến nhà nghiên cứu điện ảnh Ian Freer coi ông là là "giấc mơ Mỹ được điển hình hóa."

## Sách tiểu sử
- Barney, Richard A. David Lynch: Interviews (Conversations with Filmmakers Series). Jackson, Mississippi: University Press of Mississippi, 2009. ISBN 978-1-60473-237-5.
- Barson, Michael. The Illustrated Who's Who of Hollywood Directors: The Sound Era.  New York: Noonday Press, 1995. ISBN 0-374-52428-9.
- Beauchamp, Cari. Joseph P. Kennedy Presents: His Hollywood Years. New York: Vintage, 2010. ISBN 978-0-307-47522-0.
- Brooks, Patricia and Johnathan. "Chapter 8: East L.A. and the Desert." Laid to Rest in California: A Guide to the Cemeteries and Grave Sites of the Rich and Famous. Guilford, Connecticut: Globe Pequot Press, 2006. ISBN 978-0-7627-4101-4.
- Capra, Frank. Frank Capra, The Name Above the Title: An Autobiography. New York: The Macmillan Company, 1971. ISBN 0-306-80771-8.
- Chandler, Charlotte. The Girl Who Walked Home Alone: Bette Davis, A Personal Biography. New York: Simon & Schuster, 2006. ISBN 0-7862-8639-3.
- Dickstein, Morris. Dancing in The Dark: A Cultural History of The Great Depression. New York: W.W. Norton & Company, 2010. ISBN 978-0-393-07225-9.
- Dixon, Wheeler W. The Early Film Criticism of Francois Truffaut. Bloomington, Indiana: Indiana University Press, 1993. ISBN 978-0-253-20771-5.
- Freer, Ian. Movie Makers: 50 Iconic Directors from Chaplin to the Coen Brothers. London: Quercus Publishing Plc, 2009. ISBN 978-1-84724-512-0.
- Kotsabilas-Davis, James and Myrna Loy. Being and Becoming. New York: Primus, Donald I Fine Inc., 1987. ISBN 1-55611-101-0.
- Lazere, Donald. American Media and Mass Culture: Left Perspectives. Berkeley, California: University of California Press, 1987. ISBN 978-0-520-04496-8.
- Medved, Michael. Hollywood vs. America: Popular Culture and the War on Traditional Values. New York: HarperCollins, 1992. ISBN 978-0-06-016882-7.
- McBride, Joseph. Frank Capra: The Catastrophe of Success. New York: Touchstone Books, 1992. ISBN 0-671-79788-3.
- Oderman, Stuart. Talking To the Piano Player: Silent Film Stars, Writers and Directors Remember. Albany, Georgia: BearManor Media, 2005. ISBN 1-59393-013-5.
- Poague, Leland. Frank Capra: Interviews (Conversations With Filmmakers Series). Jackson, Mississippi: University Press of Mississippi, 2004. ISBN 978-1-57806-617-9.
- Pendergast, Tom and Sara, eds. St. James Encyclopedia of Popular Culture, Vol. 1. Detroit: St. James Press, 2000. ISBN 1-55862-348-5.
- Stevens, George Jr. Conversations with the Great Moviemakers of Hollywood's Golden Age. New York: Alfred A. Knopf, 2006. ISBN 978-1-4000-4054-4.
- Wakeman, John, ed. World Film Directors: Volume One, 1890–1945. New York: H.W. Wilson Co., 1987. ISBN 978-0-8242-0757-1.
- Wiley, Mason and Damien Bona. Inside Oscar: The Unofficial History of the Academy Awards. New York: Ballantine Books, 1987. ISBN 0-345-34453-7.
- Wilson, Victoria. A Life of Barbara Stanwyck: Steel-True 1907–1940. New York: Simon & Schuster, 2013, ISBN 978-0-6848-3168-8.

### Băng video
10th annual AFI Life Achievement Award ceremony, 1982
- Frank Capra introduced trên YouTube
- Frank Capra accepts Life Achievement Award trên YouTube
- Charlton Heston introduction trên YouTube
- James Stewart at the "Tribute to Frank Capra" trên YouTube
- Bette Davis at the "Tribute to Frank Capra" trên YouTube
- Jack Lemmon at the "Tribute to Frank Capra" trên YouTube
- Frank Capra receiving Academy Awards trên YouTube

Phim tài liệu khác
- Phim ngắn "Our Mr. Sun (1956)" có thể được tải miễn phí về từ Internet ArchiveInternet Archive

Phim tài liệu chiến tranh
- Phim ngắn "Attack! Battle of New Britain (1944)" có thể được tải miễn phí về từ Internet ArchiveInternet Archive Producer
- Frank Capra is available for free download at the Internet Archive
- Frank Capra is available for free download at the Internet Archive
- Frank Capra is available for free download at the Internet Archive Producer
- Phim ngắn "The Negro Soldier (1943)" có thể được tải miễn phí về từ Internet ArchiveInternet Archive Producer
- Phim ngắn "The Battle of San Pietro (1945)" có thể được tải miễn phí về từ Internet ArchiveInternet Archive Co-Supervising Producer
- Frank Capra is available for free download at the Internet Archive
- Phim ngắn "Two Down and One to Go (1945)" có thể được tải miễn phí về từ Internet ArchiveInternet Archive
- Phim ngắn "Your Job In Germany (1945)" có thể được tải miễn phí về từ Internet ArchiveInternet Archive

Trailer phim và phỏng vấn
- Đoạn phim "It Happened One Night trailer (1934)" có sẵn để tải về tại Internet Archive [xem thêm]Internet Archive
- Mr. Deeds Goes to Town(1936) trên YouTube
- Lost Horizon (1937) trên YouTube
  - Discussing Lost Horizon on Dick Cavett Show trên YouTube
- Mr. Smith Goes to Washington (1939) trên YouTube
- Meet John Doe (1941) trên YouTube
- It's a Wonderful Life (1946) trên YouTube
- State of the Union (1948) trên YouTube
- A Hole in the Head (1959) trên YouTube

Phim điển hình
- Frank Capra is available for free download at the Internet Archive

### Băng thu thanh
- Frank Capra at the 1971 San Francisco International Festival